# Timbuktu
Timbuktu (род. 11 января 1975, Лунд) — шведский певец.

## Дискография

### Альбомы
- 1999 — Excel — Bright Lights, Big City
- 2000 — Timbuktu — T2: Kontrakultur
- 2002 — Timbuktu — W.D.M.D.
- 2003 — Timbuktu — The Botten Is Nådd
- 2004 — Timbuktu — Live! feat. damn!
- 2005 — Timbuktu — Alla vill till himmelen men ingen vill dö
- 2007 — Timbuktu — Oberoendeframkallande

### Синглы &Миньоны
- 1996 — Falcon & Sleepy feat. Timbuktu — «Lifestress»
- 1998 — Excel — «Pump»
- 1999 — Excel — «All Nite Long»
- 1999 — Excel — «You Move Me»
- 1999 — Timbuktu — «The Conspiracy»
- 2000 — Timbuktu — «Independent Moves»
- 2000 — Timbuktu & Promoe — «Naked Lunch»
- 2000 — Timbuktu — «MVH»
- 2001 — Timbuktu — «Pendelparanoia»
- 2001 — Timbuktu — «Northface EP»
- 2001 — Timbuktu — «Alla Vet»
- 2002 — Timbuktu — «Gott Folk»
- 2002 — Timbuktu — «Jag Drar»
- 2002 — Timbuktu — «Ljudet Av..»
- 2002 — Timbuktu & Promoe — «The Bad Sleep Well EP»
- 2003 — Timbuktu & Promoe — «Vertigo»
- 2003 — Timbuktu — «Ett Brev»
- 2003 — Timbuktu — «The Botten Is Nådd»
- 2003 — Timbuktu feat. Peps Persson — «Dynamit!»
- 2004 — Timbuktu — «Alla Vill Till Himmelen Men Ingen Vill Dö»
- 2005 — Timbuktu feat. Chords & Supreme — «Det Löser Sej»
- 2005 — Timbuktu — «Stirra Ner»
- 2007 — Timbuktu — «Karmakontot»
- 2007 — Timbuktu — «Lika Barn Avvika Bäst Del 2»
- 2008 — Timbuktu feat. Dregen — «Tack för kaffet»